# Bruno Deschênes
Bruno Deschênes (Montréal, 22 maggio 1963) è un ex schermidore canadese.

## Palmarès
In carriera ha conseguito i seguenti risultati:
- Giochi Panamericani:

L'Avana 1991: bronzo nella sciabola a squadre.